# Сретенка (Чуйская область)
Сретенка (кирг. Сретенка) — село в Московском районе Чуйской области Кыргызстана. Административный центр Сретенского аильного округа. Код СОАТЕ — 41708 217 840 01 0.

## География
Село расположено в северо-западной части области, севернее Большого Чуйского канала, на расстоянии приблизительно 6 км (по прямой) к северу от села Беловодское, административного центра района. Абсолютная высота — 635 метров над уровнем моря.

## Население
| Год     | 2009 | 2014 | 2015 |
| Человек | 3683 | 3983 | 4025 |